# Cleistanthus stenophyllus
Cleistanthus stenophyllus är en emblikaväxtart som beskrevs av Wilhelm Sulpiz Kurz. Cleistanthus stenophyllus ingår i släktet Cleistanthus och familjen emblikaväxter.
Artens utbredningsområde är Burma. Inga underarter finns listade i Catalogue of Life.